# NGC 5932
NGC 5932 este o galaxie seyfert de tip 2⁠(d) situată în constelația Boarul. A fost descoperită în 21 aprilie 1887 de către Lewis A. Swift.